# Фиттиг, Вильгельм Рудольф
Вильгельм Рудольф Фиттиг (нем. Wilhelm Rudolph Fittig; 6 декабря 1835, Гамбург — 19 ноября 1910, Страсбург) — немецкий химик-органик и педагог.

## Биография
В 1858 году окончил Гёттингенский университет; работал там же, с 1866 года — профессор. В 1870—1876 годах профессор Тюбингенского, в 1876—1902 годах — Страсбургского университетов.

## Основные работы
Основные труды по изучению строения и синтезу ароматических углеводородов; в 1864 году предложил способ получения жирно-ароматических углеводородов, распространив на них реакцию Вюрца.

Исследовал фенантрен, флуорантен, лактоны; занимался вопросами стереохимии.
В сотрудничестве с Гуго Эрдманом он обнаружил, что при дегидратации γ-фенильного структурного аналога изокротоновой кислоты образуется α-нафтол, и это наблюдение помогло в понимании природы нафталина.